# Bom Povo Português
Bom Povo Português és una pel·lícula portuguesa de Rui Simões, un llargmetratge històric que descriu la situació social i política a Portugal entre el 25 d'abril de 1974 i el 25 de novembre de 1975, «tal com era sentia l'equip que, al llarg d'aquest procés, era alhora espectador, actor, participant, però, sobretot, estava totalment compromès amb el Procés Revolucionari en Curs (PREC)».
Es va estrenar a Lisboa als cinemes Estúdio i Quarteto el 18 de novembre de 1981.

## Sinopsi
Portugal entre dos moments històrics crucials. El Procés Revolucionari en Curs: entre el 25 d'abril de 1974 i el 25 de novembre de 1975.
La revolució dels clavells i el Primeiro Governo Provisório. Les manifestacions del PS i del PCP. António de Spínola i la «bona gent». El dret a la vaga. Camperols i treballadors, els camps i les fàbriques. Vasco Gonçalves, les coalicions polítiques i el Movimento das Forças Armadas. Mário Soares davant la contaminació feixista de l'administració pública. Álvaro Cunhal i Portugal democràtic i independent. Els actes de repressió per part de la Guarda Nacional Republicana, les manifestacions per la descolonització. La radicalització de la vida política: 28 de setembre, 11 de març, cas Torre Bela. Les ocupacions d'edificis abandonats, la Reforma Agrària, el Nord i el Centre, Els Tres Efes: Fàtima, Futbol i Fado. Els retornats. Els avenços de la socialdemocràcia. Els casos del diari República i Rádio Renascença. Les reculades del PS a la revolució democràtica. Els atacs a la seu dels partits d'esquerra. Santa da Ladeira, la presó d'Otelo Saraiva de Carvalho i l'entrada d'António Ramalho Eanes a l'escena.

## Antecedents històrics
Bom Povo Português és una pel·lícula que recull els esdeveniments socials i polítics d'un moment crucial de la història de Portugal. Per això és una pel·lícula històrica. Tot i això, se suposa com una pel·lícula d'intervenció, en la línia del cinema militant, àmpliament practicada durant la Revolució dels clavells, inspirada en els ideals del maig del 68 i de Jean-Luc Godard, en la seva fase maoista. La pel·lícula d'intervenció es caracteritza per implicar una postura ideològica davant la injustícia social, una postura intencionadament explícita, generalment implícita i tènue en obres que no s'assumeixen com a tals, fins i tot quan existeix el propòsit intervencionista, però no es mostra.
Fernando Solanas defineix el gènere de la següent manera: «Utilitzar el cinema com a arma o fusell, convertint l'obra en un fet, un acte, una acció revolucionària» (Cinema fora del sistema, entrevista amb Godard a Cinema Art and Ideology - Anthology of Roma Torres, pàgina 257, ed. Afrontamento, Porto, 1975), Rui Simões, com molts dels cineastes portuguesos d'aquella època, utilitza la càmera com a arma, cosa que, en l'art o en la ciutadania, es pot considerar imprescindible recurs ètic i legítim: Godard i altres es van esforçar molt per demostrar-ho i avui, com sempre, diversos moviments cívics que afirmen ser adequats i progressistes fan cinema d'intervenció.
El documental Bom Povo Português il·lustraria, com a teló de fons, realitats invocades per altres pel·lícules portugueses també presents, el 1980, al 9è Festival Internacional Figueira da Foz: realitats del passat, anteriors a la Revolució dels clavells, invocades per Cerromaior i Manhã Submersa i altres relacionats amb la revolució, al·ludits per A Culpa, Verde por Fora, Vermelho por Dentro, Kilas, o Mau da Fita i Oxalá.

## Repartiment
Hi intervenen Augusto Figueiredo, Cecília Guimarães, Helder Costa,  Manuel Martins, Adérito Lopes, Dina Mendonça, João Vaz, Manuela Serra, Maria Angelina Oliveira.

## Nominacions i premis
- 1980 - 9è Festival Internacional de Cinema Arxivat 2008-09-12 a Wayback Machine. da Figueira da Foz, 1980 - 2n Premi Imagens e Documentos
- 1980 - 4a Mostra Internacional de São Paulo, Prémio do Público e Prémio da Crítica pel "millor film"
- 1981 - Festival Internacional de Cinema de Cartagena de Indias - Premi Especial del Jurar
- 1981 – 31è Festival Internacional de Cinema de Berlín
- Festival Internacional de Cinema de Sant Sebastià 1980[4]